# Luciano Pezzi
Luciano Pezzi (Russi, 8 febbraio 1921 – Bologna, 26 giugno 1998) è stato un partigiano, ciclista su strada e dirigente sportivo italiano.
Professionista tra il 1948 ed il 1959, vinse una tappa al Tour de France 1955. Dopo il ritiro fu, dal 1960 alla morte, direttore sportivo per numerose formazioni professionistiche.

## Partigiano
Soprannominato "Stano", fu partigiano particolarmente attivo in Romagna. Partito militare nel 1941 a Monte Nevoso, vicino Fiume, dopo l'Armistizio e dopo che i tedeschi rastrellarono gran parte dei suoi commilitoni, decise di aderire alla Resistenza, scappando proprio in bicicletta verso Russi. Entrò così nella 28ª Brigata Garibaldi "Mario Gordini" guidata da Arrigo Boldrini detto "Bulow". Lo stesso Pezzi divenne comandante della VII compagnia.

## Carriera sportiva

### Ciclista
Fu attivo come ciclista allievo e dilettante dal 1938 al 1941 con i colori del Dopolavoro Aeronautica di Predappio, vincendo nel 1940 il Giro del Casentino e la Coppa Valle Strona. Gareggiò quindi nel 1944 con l'U.S. Russi, nel 1946 con la S.C. Modena e nel 1947 con la bolognese G.S. Vilco, vincendo in quest'ultima stagione la Coppa Collecchio.
Corse come professionista e indipendente dal 1948 al 1959, vestendo le maglie delle formazioni Arbos, Atala, Lygie, Leo-Chlorodont e Bianchi, distinguendosi soprattutto come gregario. Ottenne come principale successo da professionista la vittoria nella tappa di Ax-les-Thermes al Tour de France 1955. Partecipò undici volte al Giro d'Italia, concludendo ottavo nel 1950 e supportando Gastone Nencini vincitore nel 1957, cinque volte al Tour de France con la Nazionale italiana e una volta ai campionati del mondo, nel 1949 a Copenaghen.

### Direttore sportivo
Dopo il ritiro dalle corse passò, nel 1960, alla direzione della formazione professionistica riminese Ghigi; iniziò così una lunga carriera come direttore sportivo che lo vedrà negli anni seguenti distinguersi in particolare sulle ammiraglie della parmense Salvarani di Felice Gimondi e Vittorio Adorni, e dell'aretina Famcucine-Campagnolo capitanata da Francesco Moser. Nel biennio 1997-1998 fu infine attivo come manager e consulente tecnico della Mercatone Uno nell'era di Marco Pantani.
Negli ultimi anni visse a Dozza; morì il 26 giugno 1998, poche settimane prima dell'inizio del Tour de France vinto proprio da Pantani. Dal 1999 si disputa in sua memoria il «Memorial Luciano Pezzi», gara ciclistica per Allievi (15-16 anni): la partenza è nella frazione Toscanella e l'arrivo è nel borgo di Dozza.

## Palmarès
- 1940 (Dilettanti)

Giro del Casentino
Coppa Valle Strona
- 1947 (Dilettanti)

Coppa Collecchio
- 1955 (Atala)

15ª tappa Tour de France (Narbonne > Ax-les-Thermes, con la Nazionale italiana)

## Piazzamenti

### Grandi Giri
- Giro d'Italia

1948: ritirato
1949: 21º
1950: 8º
1951: 23º
1952: 77º
1953: 64º
1954: 52º
1955: 48º
1956: ritirato
1957: ritirato
1958: 74º
- Tour de France

1949: 50º
1950: ritirato (7ª tappa)
1951: 48º
1952: 35º
1955: 34º

### Classiche monumento
- Milano-Sanremo

1955: 102º
1956: 88º
1958: 116º
- Parigi-Roubaix

1954: 60º
- Giro di Lombardia

1948: 26º
1952: 27º
1954: 53º

### Competizioni mondiali
- Campionati del mondo

Copenaghen 1949 - In linea Professionisti: ritirato